# Historia constitucional de Venezuela

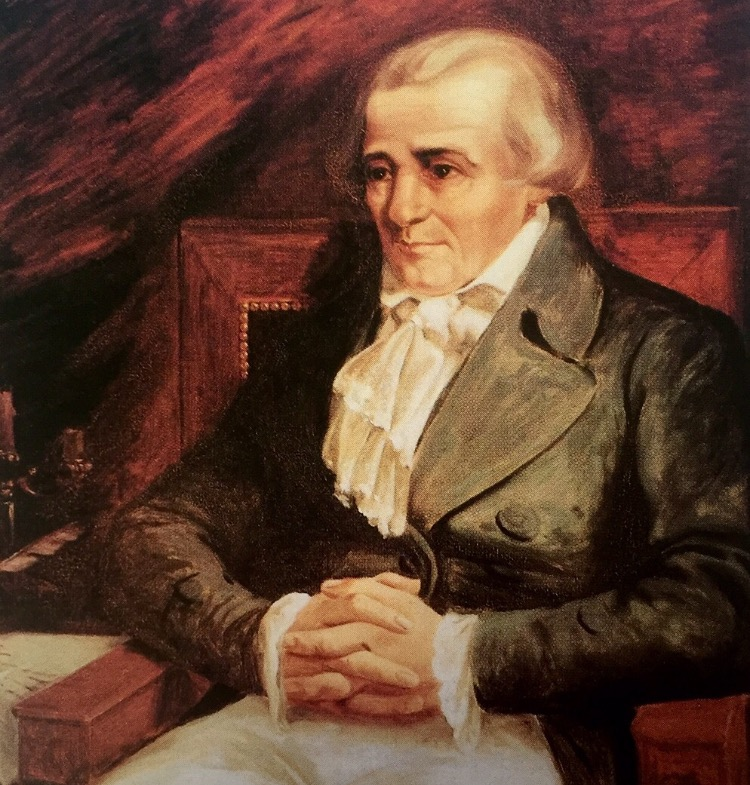
Juan Germán Roscio, principal redactor de la primera constitución venezolana.

La Constitución, en Venezuela, es la norma fundamental establecida para regir jurídicamente al país, fijando los límites y definiendo las relaciones entre los poderes de la federación: poder legislativo, ejecutivo, judicial, ciudadano y electoral entre los tres niveles diferenciados del gobierno (el nacional, estadal y municipal), y entre todos aquellos y los ciudadanos; asimismo, establece las bases para el gobierno y para la organización de las instituciones en que el poder se asienta; y garantiza finalmente, en tanto que pacto social supremo de la sociedad venezolana, los derechos y los deberes del pueblo.
Venezuela ha tenido diversas constituciones a lo largo de su historia. Desde que devino una nación libre e independiente, se ha dado, según el momento histórico y la circunstancia, varias constituciones hasta llegar a la que rige en la actualidad, que fue promulgada el 20 de diciembre de 1999. Cada una de ellas ha tenido su razón política de ser y un impacto social determinado. He aquí un breve resumen de cada una de ellas y de su historia.
La primera Constitución de Venezuela, y también de Hispanoamérica, fue aprobada en 1811. Sería la primera de una larga lista durante el siglo XIX y la mitad del siglo XX, causadas mayormente por guerras, triunfos momentáneos de revoluciones y gobiernos dictatoriales. En su mayoría las Constituciones son las mismas debido a que solo sufrieron modificaciones menores sobre todo durante el gobierno dictatorial del General Juan Vicente Gómez 1908-1935. Los cambios más significativos son los contenidos en las Leyes Fundamentales de 1811, 1830, 1864, 1936, 1947, 1953, 1961 y 1999. A continuación está una lista de estas constituciones junto a algunos documentos que las modificaron, aprobaron o derogaron, y que sirvieron en algunos casos como constituciones de factores.

## Constitución Federal de los Estados Unidos de Venezuela de 1811
La primera Constitución de Venezuela de 1811 fue la primera de América Latina, promulgada y redactada por Cristóbal Mendoza y Juan Germán Roscio y sancionada por el Congreso Constituyente de 1811 en la ciudad de Caracas el 21 de diciembre de 1811. La misma establecía un gobierno federal, pero fue derogada el 21 de julio de 1812 por la capitulación de Francisco de Miranda en César Emilio Guzmán Mata.

## Constituciones del período de La Gran Colombia

### Constitución de la República de Venezuela de 1819
La misma fue propuesta por el Libertador Simón Bolívar ante el Congreso de Angostura con el fin de organizar una reunión del libertador y sus compatriotas.

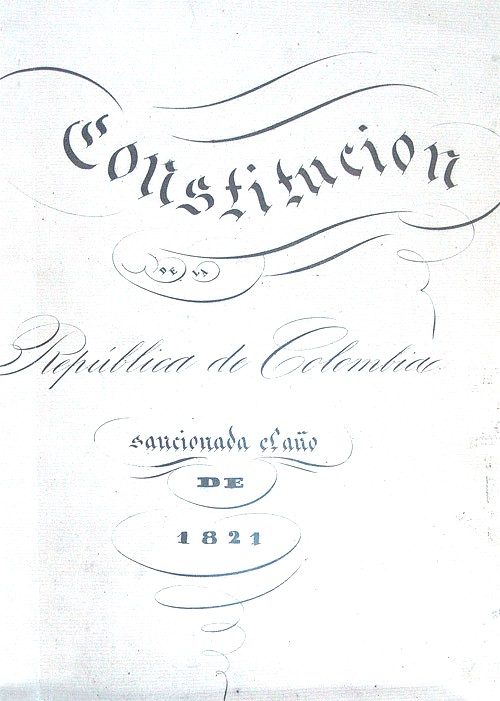
Constitución política de Colombia de 1821

### Constitución de la República de Colombia de 1821
El objeto principal de la referida Constitución fue crear la Gran Colombia mediante la unificación de la Nueva Granada (Colombia y Panamá) y Venezuela). Posteriormente Ecuador se unió a esta nación.

## Constitución del Estado de Venezuela de 1830
Venezuela y su Constitución de 1830 surge como consecuencia de la separación del Departamento de Venezuela de la Gran Colombia para constituir Venezuela. Sancionada por el Congreso Constituyente de Valencia el 22 de septiembre de 1830, se establecía la elección indirecta. Se mantiene división de poderes. Se consagra el principio Uti Possidetis Juris.
Para gozar de derechos ciudadanos se necesita: "ser venezolano, casado o mayor de veintiún años, saber leer y escribir, dueño de una propiedad raíz cuya renta anual sea de cincuenta pesos, o tener una profesión, oficio o industria útil que produzca cien pesos anuales sin dependencia de otro en clase de sirviente doméstico o gozar de un sueldo anual de ciento cincuenta pesos".
Para ser diputado se requiere "una propiedad raíz cuya renta anual sea de cuatrocientos pesos, o tener una profesión, oficio o industria útil que produzca quinientos pesos o gozar de un sueldo anual de seiscientos pesos".
para senador requiere "ser dueño de una propiedad raíz cuya renta anual sea de ochocientos pesos, o tener una profesión, oficio o industria útil que produzca mil pesos o gozar de un sueldo anual de mil doscientos pesos". Duró vigente 27 años lo que la convierte en la segunda Constitución de más larga duración después de la de 1961.

### Constitución de 1857
Constitución sancionada por el Congreso de la República el 16 de abril de 1857, el propósito de la misma era aumentar el período presidencial a 6 años, el presidente puede ser reelegido, la creación del poder municipal y centralizar la organización del Estado.Además consagraba a la Religión Católica como la del Estado nuevamente, la cual no tenía preeminencia desde la constitución de 1811.

### Constitución de 1858
Fue sancionada por la Convención Nacional de Valencia el 30 de diciembre de 1858. Esta nueva Constitución otorga más autonomía a las Provincias, la elección del presidente, vicepresidente y otros funcionarios por votación universal, directa y secreta. Establecía períodos presidenciales de 5 años. Tuvo vigencia por poco tiempo ya que estalla la Guerra Federal el 20 de abril de 1859.

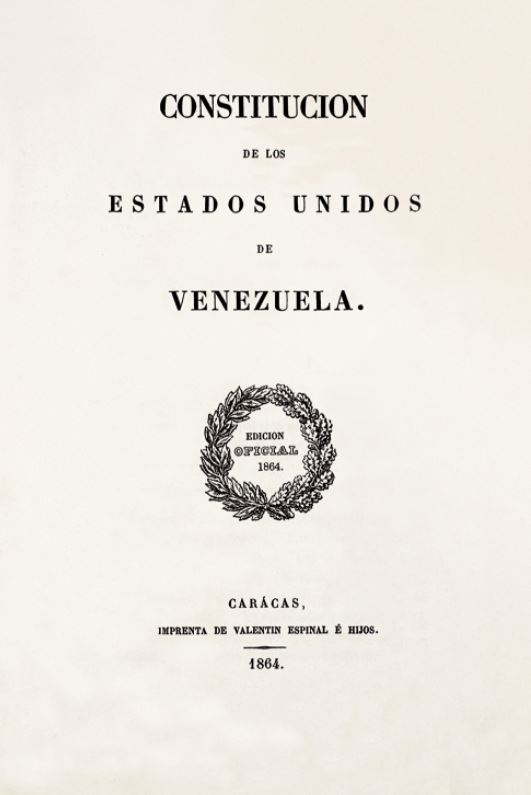
Constitución de los Estados Unidos de Venezuela de 1864

## Constitución de los Estados Unidos de Venezuela de 1864
Aprobada por la Asamblea Constituyente de la Federación el 28 de marzo de 1864. Consagra el sistema federal vigente hasta nuestros días, en el que los Estados serían independientes y se unirían para formar la nación con el nombre de Estados Unidos de Venezuela. El presidente sería elegido por votación directa y secreta, con una duración en el poder de 4 años.

## Constituciones del período liberal amarillo

### Constitución Federal de 1874
Esta Constitución es sancionada el 16 de junio de 1874, por el Congreso dominado por Guzmán Blanco, era semejante a la anterior, con pocas modificaciones, tales como: obliga a los sufragantes a firmar el voto, suprime los Designados, reduce a 3 años el periodo constitucional, prohíbe la reelección presidencial.

### Constitución Federal de 1881
Redujo los 20 estados de la Federación a 9 y creó el Gran Consejo Federal, encargado de elegir al Presidente. El Congreso Nacional nombraba cada 4 años a los miembros de este consejo, compuesto de uno por cada Estado; y el consejo nombraba de su seno cada dos años al presidente, se declaró Himno Nacional el canto "Gloria al Bravo Pueblo", creó el Ministerio de Instrucción Pública, y se reconoce a la Corte de Casación como Supremo Tribunal de los Estados.

### Constitución Federal de 1891
Sancionada por el Congreso de Raimundo Andueza Palacio. Sus reformas contenían modificaciones del Consejo Federal y la duración de 4 años del período Constitucional.

### Constitución Federal de 1893

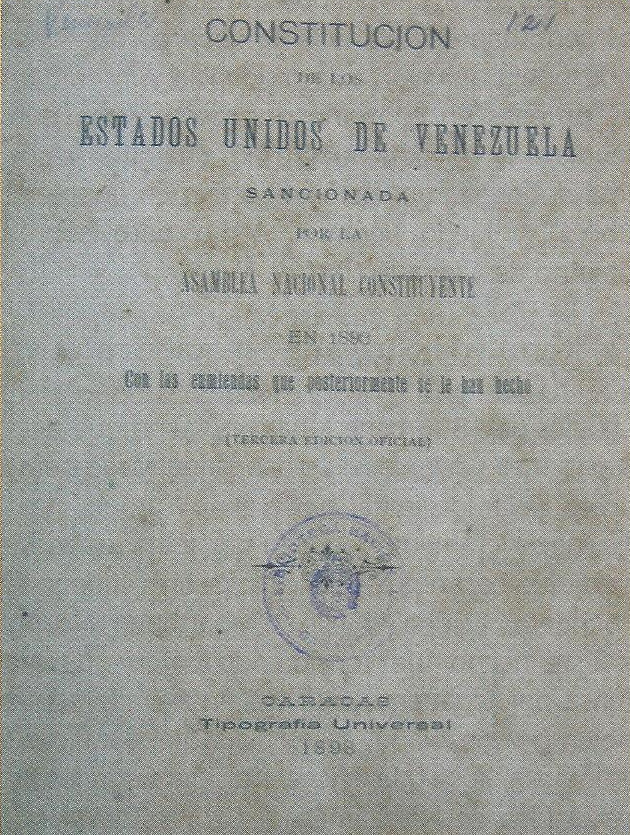
Constitución de los Estados Unidos de Venezuela de 1893

Sancionada en Caracas el 12 de junio de 1893 por la Asamblea Nacional Constituyente y promulgada por el presidente Joaquín Crespo, donde se lleva el período presidencial a 4 años. Elecciones directas y secretas para elegir al presidente, elimina el Consejo Federal y se crea un Consejo de Gobierno, compuesto de 9 vocales (uno por cada Estado) nombrados por el Congreso cada 4 años. El presidente de dicho cuerpo actuaba como vicepresidente de la República.

## Constituciones del período castrista

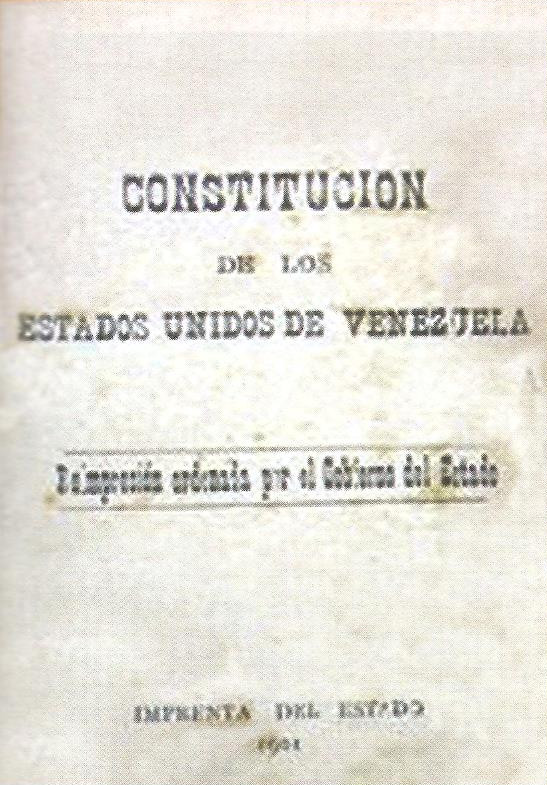
Constitución de los Estados Unidos de Venezuela de 1901

### Constitución Federal de 1901
Constitución sancionada por la Constituyente del presidente Cipriano Castro, en la misma se elimina el Consejo de Gobierno, se eleva a 6 años el período presidencial, elimina el sufragio universal y directo, pone en manos de los Consejos Municipales la elección del Presidente de la República y se dividió el Territorio en 20 Estados.

### Constitución de Venezuela de 1904

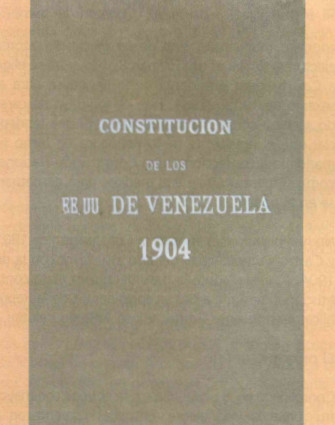
Constitución de los Estados Unidos de Venezuela de 1904

Se lleva el período presidencial a 6 años. A reforma del sistema electoral para los Consejos Municipales y las Asambleas Legislativas. La enmienda fue sancionada tras dos años de discusiones del proyecto original, el cual no fue aprobado en su totalidad. Una propuesta de ampliación de los derechos políticos de los venezolanos por naturalización y permitir la intervención de los Consejos Municipales por parte del Congreso Nacional fueron rechazadas

## Constituciones del período gomecista

### Constitución Federal de 1909
Esta Constitución sancionada por el Congreso favorable a Gómez marca el inicio de la dictadura donde se altera el régimen electoral, sustituyendo la elección directa del presidente de la República por una elección indirecta hecha por el Congreso; retorno al período presidencial de 4 años.

### Estatuto Constitucional Provisorio de 1914
Sancionada por el Congreso de Diputados Plenipotenciarios en Caracas, el 13 de junio de 1914 y promulgada por el presidente provisional Victorino Márquez Bustillos, donde el período presidencial aumenta a 7 años, con posibilidad de reelección.
Fue período legal provisorio que duró hasta ser sancionado el nuevo Pacto Federal de los Estados de la Unión y tomaran posesión de sus puestos los funcionarios constitucionales, hecho que ocurrió en 1922.

### Constitución Federal de 1922
El 19 de junio de 1922 quedó sancionada la nueva Constitución por el Congreso de Unión derogando así el Estatuto Constitucional Provisorio de 1914, la misma recogía y amparaba las necesidades dinásticas de Gómez, donde crea los cargos de primer y segundo vicepresidente y elimina el cargo de comandante en Jefe del Ejército.

### Constitución Federal de 1925
Sancionada por el Congreso de los Estados Unidos de Venezuela en Caracas, el 24 de junio de 1925 y promulgada por el presidente Juan Vicente Gómez el 1 de julio del mismo año, donde se consagraba la centralización de la Administración Pública, echando las bases de una República unitaria de corte presidencialista. Por el hito que marcó en la evolución de los principios institucionales del país, puede ser considerada como una de las constituciones más importantes que ha tenido Venezuela en el siglo XX.

### Constitución Federal de 1928
En el artículo 32 que trata de las garantías de los venezolanos se introduce el inciso sexto. Prohíbe en el territorio de la República la propaganda comunista y se declara traidores a la patria a los que proclamen, propaguen o publiquen.
Las faltas temporales del presidente son llenadas por el ministro que él designe, y las absolutas por el ministro que escoja el presidente o el gabinete, mientras nombre el Congreso nuevo magistrado, además el presidente puede recibir a los ministros plenipotenciarios de otras naciones en cualquier sitio de la República donde se encuentre.

### Constitución Federal de 1931
El Presidente de la República será al mismo tiempo Comandante en Jefe del Ejército y mientras no tome posesión el presidente electo seguirá el Comando Militar en manos del comandante en jefe. Esta es la última reforma que se realiza en la dictadura de Gómez debido a su muerte en 1935 modificada por el presidente en ese año.

## Constitución Federal de 1936
Este documento fue refrendado durante el gobierno de Eleazar López Contreras, y suplantó la última constitución vigente durante la dictadura de Juan Vicente Gómez. El período presidencial se establece a 5 años. La misma fue reformada parcialmente en 1945.

### Constitución Federal de 1947
Aprobada el 5 de julio de 1947 por la Constituyente, durante la presidencia de Rómulo Betancourt en la Junta Revolucionaria de Gobierno creada en 1945. Tuvo una vigencia de 1 año y 4 meses y fue derogada por acto de fuerza el 24 de noviembre de 1948. El Presidente, los congresistas, miembros de Asambleas legislativas y concejales debían elegirse por el voto universal, directo y secreto.

## Constitución de la República de Venezuela de 1953

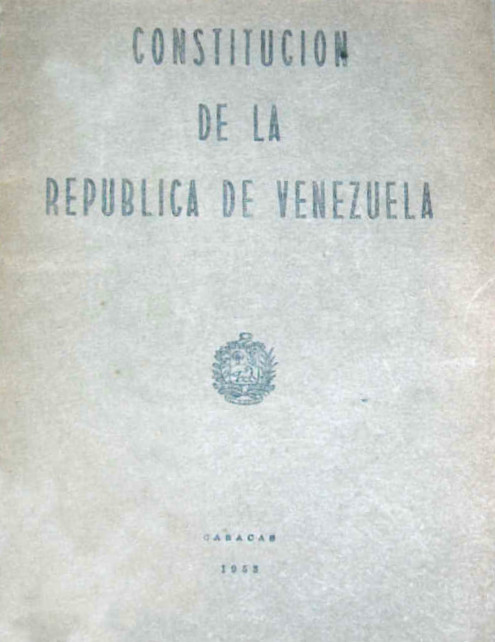
Portada de la constitución de 1953.

Constitución Federal aprobada el 11 de abril de 1953 por la Constituyente, durante la presidencia del Gral. Marcos Pérez Jiménez, tuvo una vigencia de 5 años y fue derogada como consecuencia de la Revolución del 23 de enero de 1958. La edad para votar es de 21 años.

## Constitución de la República de Venezuela de 1961

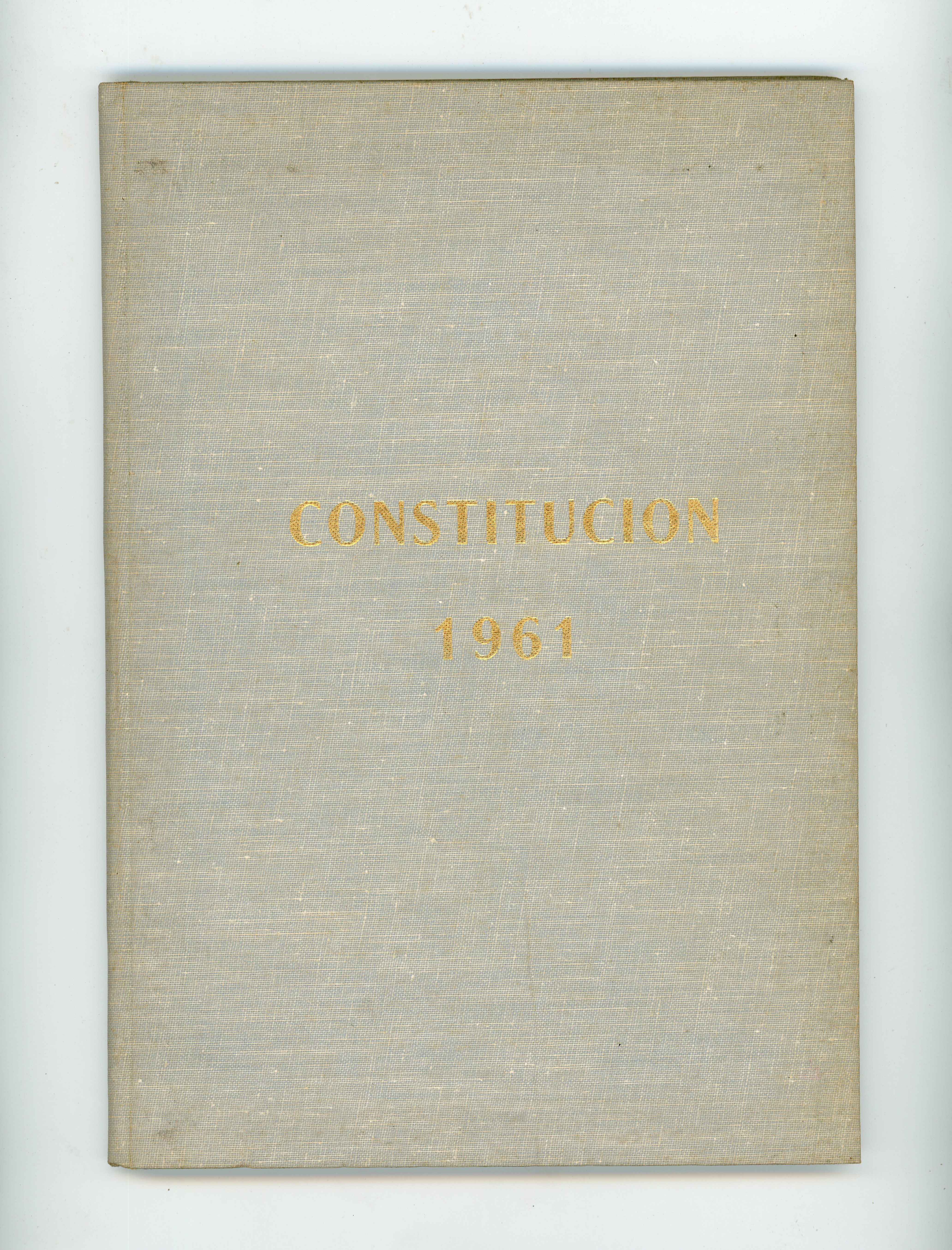
Edición cubierta de la constitución de Venezuela de 1961 por el Congreso.

Constitución de carácter federal aprobada el 23 de enero de 1961 por el Congreso de la República durante la presidencia de Rómulo Betancourt. Estuvo vigente 38 años hasta que fue derogada por la aprobación de la Constitución de 1999 mediante Referéndum popular el 15 de diciembre de 1999, Establece el principio de inviolabilidad de la Constitución.
A esta Constitución le fue aprobada la Enmienda N.° 1 por el Congreso Nacional, fue Sancionada el 9 de mayo de 1973, promulgada el 11 del mismo mes y año, y publicada en la Gaceta Oficial N.° 1585 del 11 de mayo de 1973. Su objetivo fue inhabilitar al exdictador Marcos Pérez Jiménez de ser electo Presidente de la República o desempeñar cargos parlamentarios ante el Congreso.
En 1983 se aprobó la Enmienda N.° 2 Aprobada por el Congreso, fue Promulgada el 16 de marzo del mismo año, contempló varios aspectos innovadores. Entre otros: la reforma del sistema electoral para los Consejos Municipales y las Asambleas Legislativas. La enmienda fue sancionada tras dos años de discusiones del proyecto original, el cual no fue aprobado en su totalidad. Una propuesta de ampliación de los derechos políticos de los venezolanos por naturalización y permitir la intervención de los Consejos Municipales por parte del Congreso Nacional fueron rechazadas.

## Constitución de la República Bolivariana de Venezuela de 1999

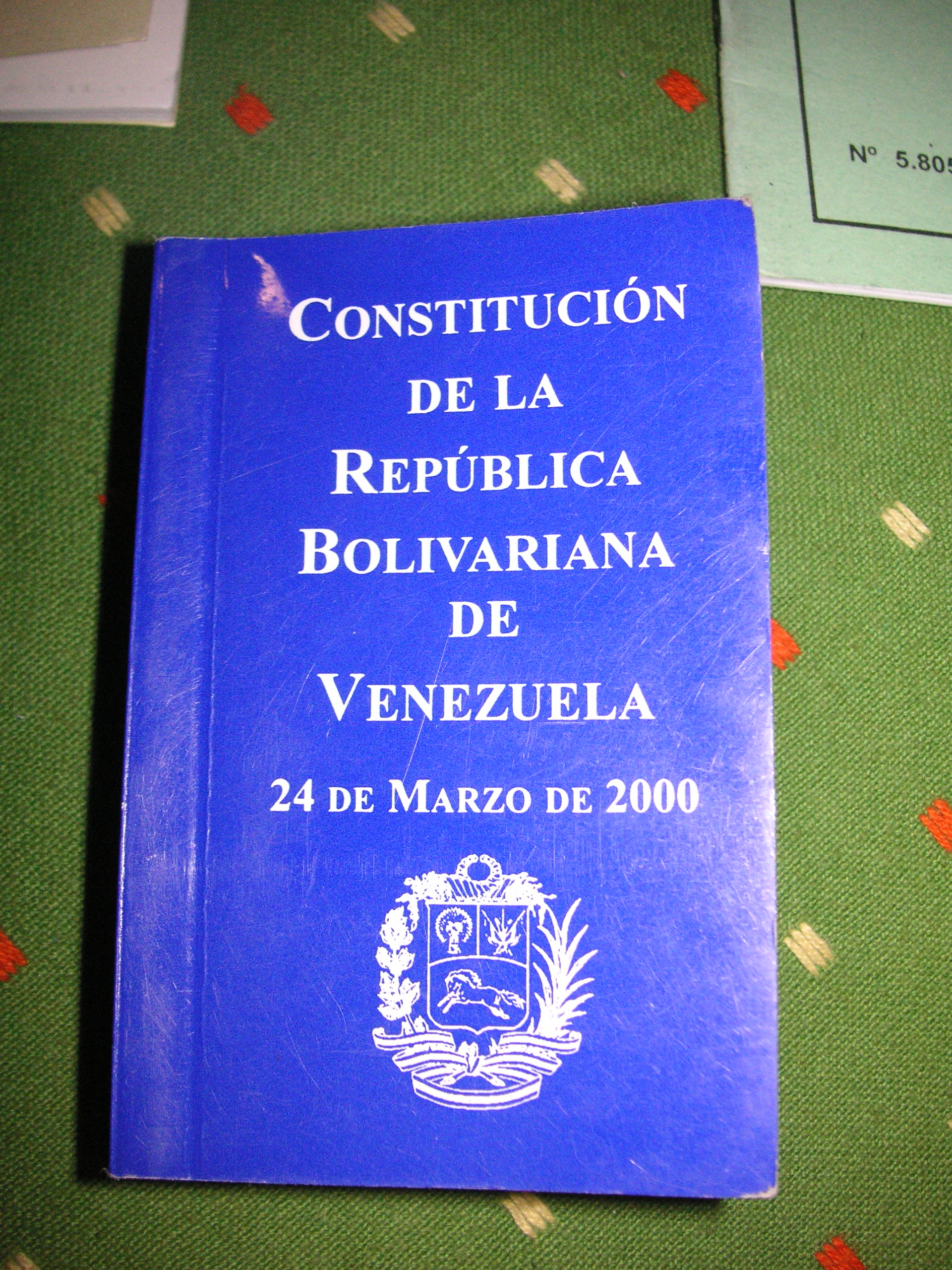
Constitución de Venezuela de 1999

Texto constitucional vigente y único que ha sido aprobado mediante referéndum popular el 15 de diciembre de 1999 (el mismo día de la Tragedia de Vargas considerado el peor desastre natural ocurrido en el país después del terremoto de 1812) y promulgado por una Asamblea Constituyente el 20 de diciembre de 1999, durante la presidencia de Hugo Chávez. Establece que Venezuela es un Estado Social de Derecho y de Justicia, Democrático y Federal.
A esta Constitución acuerdo se propuso la modificación de 34 artículos de la Constitución de 1999 mediante Reforma, modificaciones que fueron rechazadas por el pueblo venezolano en un referéndum. Luego se propuso una Enmienda de 5 artículos (160, 162, 174, 192 y 230) la cual fue aprobada, con el fin de permitir la reelección inmediata de cualquier cargo de elección popular de manera continua o indefinida, en un nuevo referéndum donde quedó definida la reelección presidencial y todos los cargos de elección popular.